# Gwda
Gwda ( ( hør), tysk: Küddow) er en flod i Polen, en biflod til Noteć. Den er 140 km lang og et afvandingsareal på 4.947 km2. Den begynder ved søen Studnica, nordøst for Szczecinek . Dens øvre løb løber gennem mange søer. Den løber gennem byen Piła.
I dele af floden er fiskeriet underlagt særlige regler og bestemmelser, det gælder ørred er gældende for følgende sektioner af Gwda:
- Nedstrøms fra Koszalin-provinsens grænse og opstrøms fra vejbroen i Ledyczek eksklusive reservoiret mellem Wegorzewo og Lomczewo.
- Nedstrøms fra vejbroen i Ledyczek og opstrøms fra Podgaje reservoir.
- Nedstrøms fra dæmningen i Tarnowka og opstrøms fra vejbroen i Krepsko.

Vandet i Gwda var i 1975 et af de reneste i Polen. Vandstrømmene er dog sidenhen blevet forringet på grund af byer og industrianlæg, der udleder ikke-forarbejdet spildevand, kemikalier og olie.